# Руський Ноледур
Руський Ноледу́р (рос. Русский Ноледур, марій. Руш Нольдӱр) — присілок у складі Марі-Турецького району Марій Ел, Росія. Входить до складу Марі-Турецького міського поселення.

## Населення
Населення — 55 осіб (2010; 64 у 2002).
Національний склад (станом на 2002 рік):
- марійці — 66 %
- росіяни — 26 %